# У всьому винен єнот
«У всьому винен єнот» (англ. Wakefield) — драматичний фільм, знятий на основі оповідання Едгара Лоуренса Доктроу, який написав його за твором «Вейкфілд» Натаніеля Готорна. Світова прем'єра стрічки відбулась на Кінофестивалі в Теллурайді 2 вересня 2016.

## Сюжет
Успішний юрист Говард у якого є вродлива дружина Діана, прекрасні доньки, престижна робота, великий будинок. Одного дня після роботи він пішов за єнотом і опинився на горищі гаражу, з якого було добре видно власний та сусідський будинки. Прокинувшись вранці він не поспішав повертатись, а почав таємно слідкувати за сім'єю. Час йшов, головний герой відростив волосся та бороду й вже міг вільно гуляти на вулицях міста, поки його не розкрили знайомі, які прослідували за ним. Проте про це ніхто не дізнався, Говард продовжив життя на горищі. Врешті-решт, коли Діана почала шукати кохання в обіймах колишнього — її чоловік повертається зі словами «Я вдома».

## У ролях
| Актор                | Роль            |
| -------------------- | --------------- |
| Браян Кренстон       | Говард Вейкфілд |
| Дженніфер Гарнер     | Діана Вейкфілд  |
| Беверлі Д'Анджело    | Бабс            |
| Джейсон О'Мара       | Дірк Моррісон   |
| Піппа Беннетт-Ворнер | Емілі           |
| Ієн Ентоні Дейл      | Бен Джейкобс    |
| Еллері Спрейберрі    | Жизель Вейкфілд |
| Вікторія Бруно       | Тейлор Вейкфілд |
| Трейсі Волтер        | безхатченко     |

## Створення фільму

### Виробництво
Зйомки фільму проходили в Пасадені, США.

### Знімальна група
- Кінорежисер — Робін Свайкорд
- Сценарист — Робін Свайкорд
- Кінопродюсери — Бонні Кертіс, Венді Федермен, Джулі Лінн, Карл Моеленберг
- Кінооператор — Андрій Бовден Шварц
- Композитор — Аарон Зігман
- Кіномонтаж — Метт Меддокс
- Художник-постановник — Дженін Оппевол
- Художник по костюмах — Кім Нго
- Підбір акторів — Емі Ліппенс[4].

## Сприйняття

### Критика
Фільм отримав змішані відгуки. На сайті Rotten Tomatoes оцінка стрічки становить 74 % на основі 61 відгук від критиків (середня оцінка 6,5/10) і 56 % від глядачів із середньою оцінкою 3,3/5 (6 506 голосів). Фільму зарахований «стиглий помідор» від кінокритиків та «розсипаний попкорн» від глядачів, Internet Movie Database — 6,4/10 (6 854 голоси), Metacritic — 62/100 (24 відгуків критиків) і 6,7/10 від глядачів (13 голосів).

### Номінації та нагороди
| Нагороди та номінації фільму «У всьому винен єнот» | Нагороди та номінації фільму «У всьому винен єнот» | Нагороди та номінації фільму «У всьому винен єнот» | Нагороди та номінації фільму «У всьому винен єнот» | Нагороди та номінації фільму «У всьому винен єнот» | Нагороди та номінації фільму «У всьому винен єнот» |
| Рік                                                | Кінофестиваль/кінопремія                           | Категорія/нагорода                                 | Номінант                                           | Результат                                          |                                                    |
| -------------------------------------------------- | -------------------------------------------------- | -------------------------------------------------- | -------------------------------------------------- | -------------------------------------------------- | -------------------------------------------------- |
| 2016                                               | California on Location Awards                      | Незалежне кіно                                     | Ден Кулі, Mockingbird Pictures                     | Номінація                                          |                                                    |
| 2016                                               | Гамптонський міжнародний кінофестиваль             | «Мандариновий сік»                                 | Робін Свікорд                                      | Перемога                                           |                                                    |